# Centro histórico de Trujillo (Perú)
El centro histórico de Trujillo o centro monumental es la zona urbana principal y el centro más importante del desarrollo y desenvolvimiento de la ciudad peruana de Trujillo en el departamento de La Libertad.  El conjunto de vías de su trama urbana inicial se encuentra circundado en forma elíptica por la avenida España, la cual fue construida sobre el trazo de la antigua Muralla de Trujillo.  Alberga la sede de gobierno de la ciudad así como otras importantes entidades establecidas en la localidad.  En la parte central de esta área urbana se encuentra la Plaza de Armas, donde se produjo la fundación española la ciudad en 1534 y también de la proclamación de la Independencia de Trujillo el 29 de diciembre de 1820.
El centro histórico contiene numerosos monumentos que datan de la época virreinal y republicana,. Fue declarado Ciudad Monumental por decreto municipal del 23 de abril de 1971 y Zona Monumental por resolución suprema N.º 2900-72-ED del 28 de diciembre de 1972.  Constituye también el núcleo urbano más importante y característico de la ciudad al mantener su doble condición de centro histórico y centro activo del conglomerado metropolitano de Trujillo, según el rol que le otorga el Plan de Desarrollo Metropolitano de Trujillo. El cuidado y mantenimiento de la zona monumental de Trujillo es realizado por la Municipalidad Provincial de Trujillo; la Ley N.º 23853 de la ley orgánica de municipalidades le faculta para regular, promover y asegurar la conservación del patrimonio cultural inmueblede la ciudad.

## Centro histórico de Trujillo
El centro histórico de Trujillo ocupa aproximadamente un área de 333.5ha y está conformado por un total de 5,783 lotes, que agrupados en 72 manzanas, se ubican dentro de la zona que también se le conoce como el “Cercado de Trujillo” y que originalmente estuvo delimitada por la muralla de la ciudad.
Según datos del censo del año 2005 el centro histórico de Trujillo contaba para entonces con una población aproximada de 12.000 habitantes y está poblado de diversos monumentos entre los que predominan las edificaciones producto de la arquitectura colonial y religiosa imperante durante la época virreinal, además de casonas que datan de la misma época y de los albores de la república entre cuyos distintivos están sus balcones y ventanales enrejados a manera de encaje.
Es conocida como la Ciudad de la Primavera por su agradable clima. Esto ha llevado a la creación de un histórico y muy alegre festival que se realiza entre los días finales de septiembre y los primeros días de octubre de cada año.

## Ubicación geográfica
En el siguiente cuadro se presenta la ubicación geográfica del Centro Histórico de la ciudad con respecto a los distritos metropolitanos de Trujillo:
| Noroeste: Océano Pacífico, Huanchaco (12 km)   | Norte: La Esperanza, El Porvenir, Florencia de Mora (4 km) | Nordeste: Laredo, El Porvenir (4 km)      |
| Oeste: Océano Pacífico, Huanchaco (12 km)      |                                                            | Este: Laredo (7 km)                       |
| Suroeste: Océano Pacífico, Víctor Larco (5 km) | Sur: Océano Pacífico, Moche (7 km)                         | Sureste: Laredo, Moche, Salaverry (14 km) |

## Arquitectura

### Trama urbana
Miguel  de Estete comenzó el trazo de la ciudad de Trujillo por encargo de Diego de Almagro el miércoles 6 de diciembre de 1534. La trama urbana inicial del centro Histórico de Trujillo presenta una estructura elíptica formada por la avenida España. En esta estructura las calles son amplias y rectilíneas y se encuentran dispuestas en forma de damero que parte de la Plaza de Armas de la ciudad. Además del área urbana circundada por la avenida España también forma parte de la zona monumental del centro histórico el área que comprende el complejo deportivo Mansiche, la exestación del ferrocarril de Trujillo así como también la zona ocupada por la plaza de toros de la ciudad y las áreas de las partes que aún se conservan de la antigua muralla de Trujillo.

### Vías del centro histórico

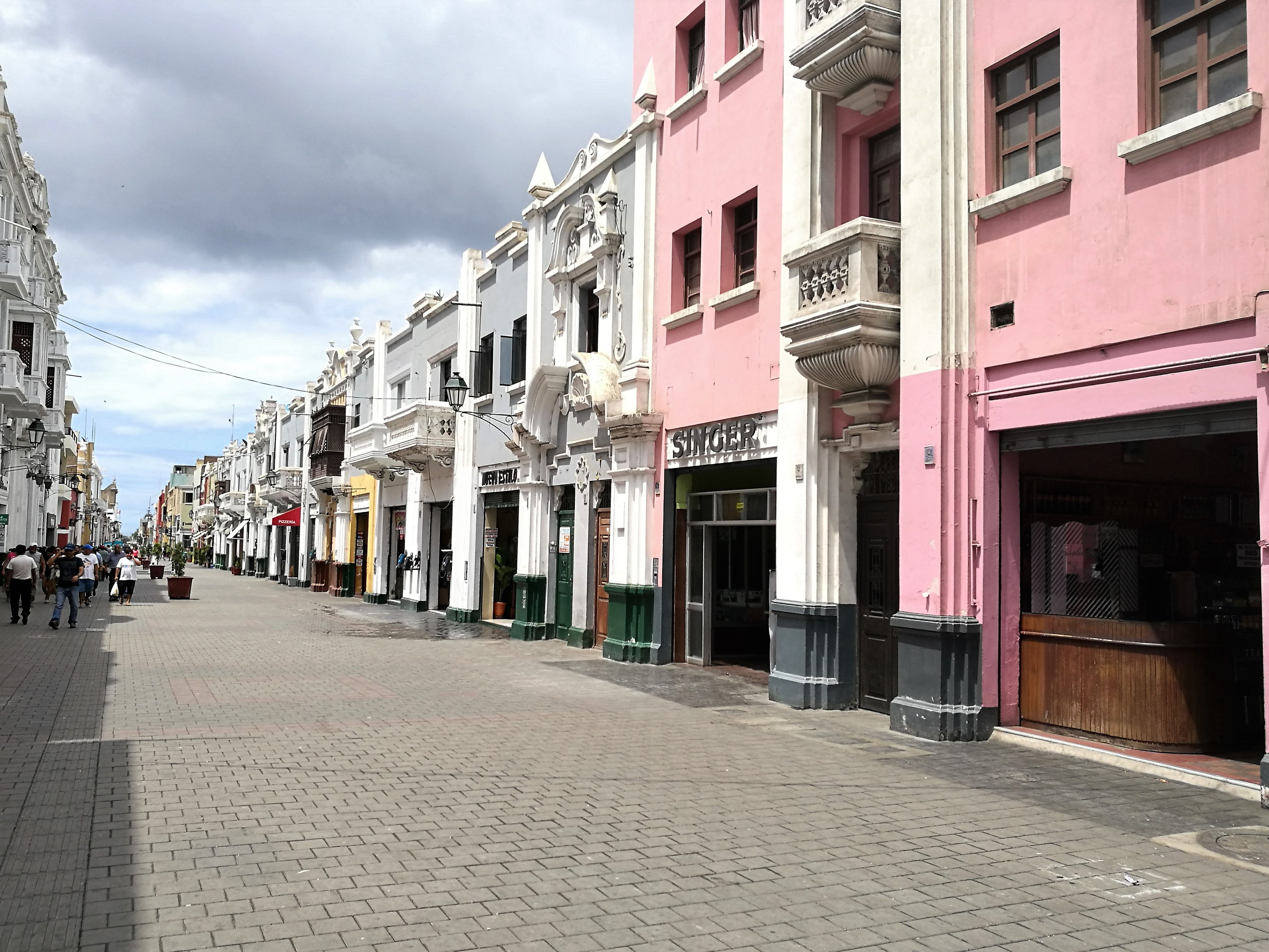
Arquitectura colonial y republicana del Paseo Pizarro una de las calles de más alto tránsito en el centro histórico de Trujillo, al fondo se observa la histórica y tradicional Plazuela el Recreo y su alta alameda.

|  |  |

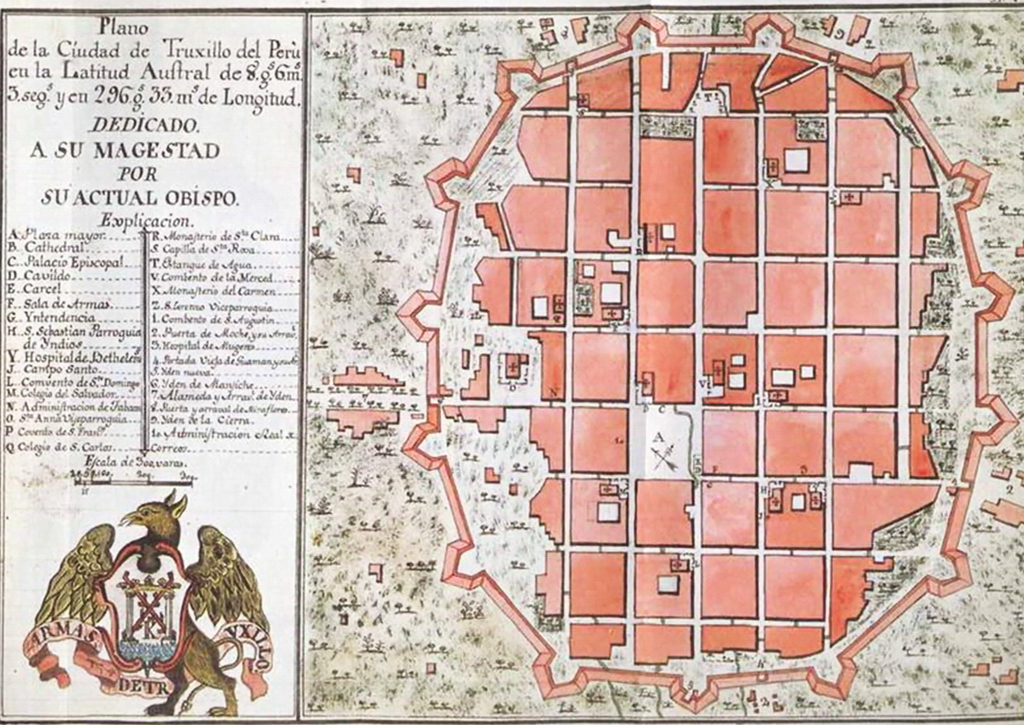
Plano del centro histórico de Trujillo en 1786 realizado por el Obispo Baltasar Jaime Martínez Compañón, muestra la ciudad amurallada. Se observa en el plano los 15 baluartes, las 15 cortinas y las 5 portadas de la Muralla de Trujillo.

Fuente de información: Monografía de la Diócesis de Trujillo. Tomo I. Edic. 1930.

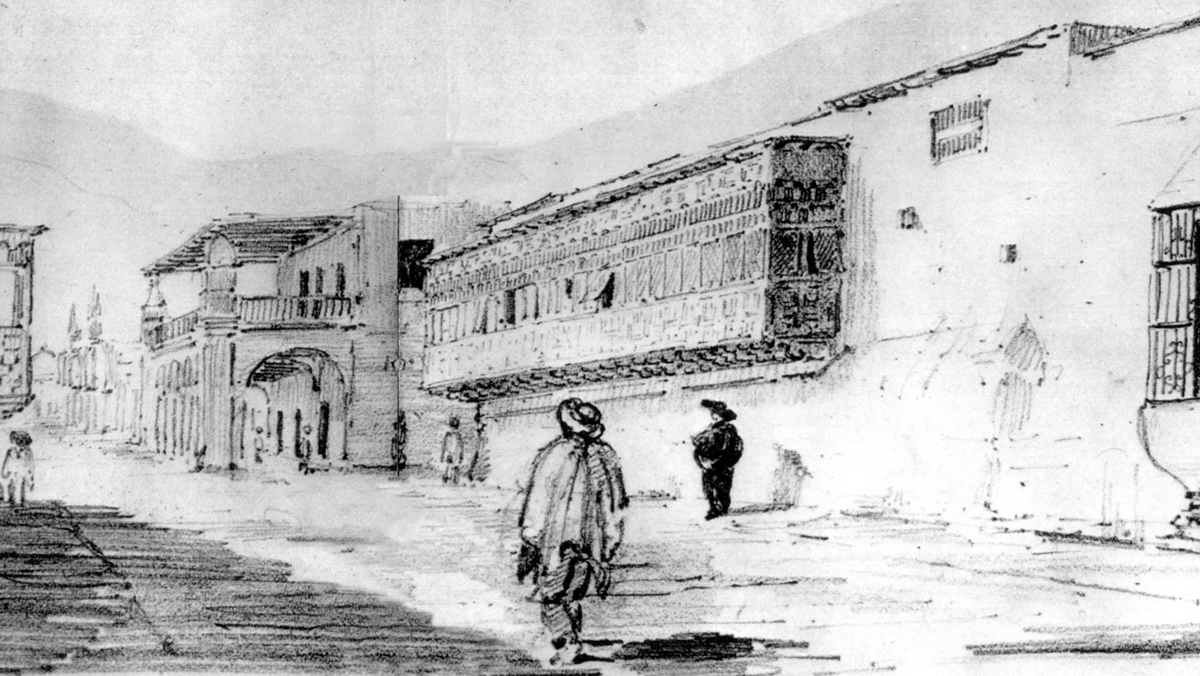
Una vista del antiguo jirón Pizarro.

- Avenida España

Fue construida siguiendo las huellas de la histórica muralla de Trujillo que protegía a la ciudad y que fuera construida en el siglo XVII. Aún se conservan históricamente valiosas partes de la arquitectura de esta muralla que fuera derribada para dar paso al crecimiento expansivo de la ciudad de Trujillo. La avenida España constituye un anillo vial de la ciudad que permite el tránsito de gran cantidad de vehículos; esta avenida es la principal referencia del límite geográfico de gran parte del centro histórico con la parte extendida de la ciudad.
- Avenida Mansiche, esta vía es la prolongación del jirón Orbegoso a partir de la avenida España junto al complejo deportivo Mansiche y la alameda del mismo nombre. Conduce a través de unos 12 km hasta el legendario balneario de Huanchaco hacia el noroeste de la ciudad.

- Avenida Manuel Vera Enríquez, sólo pertenece a la zona monumental del centro histórico el tramo comprendido entre la avenida España y la avenida Gerónimo de la Torre.

- Avenida Gerónimo de La Torre, se ubica entre las avenidas Mansiche y Manuel Vera Enríquez y delimita un lado del complejo deportivo Mansiche.

- Jirón Francisco Pizarro

Es una de las vías de más alto tránsito en el centro histórico de Trujillo. Hacia el noreste pasando la avenida España continúa en la calle Rímac que empalma luego con la avenida Santa; hacia el suroeste al atravesar la Avenida España empalma directamente con la Avenida Larco la cual se prolonga hasta el Océano Pacífico en el balneario de Buenos Aires.
- Jirón Diego de Almagro, es una de las cuatro vías que forman la Plaza de Armas de Trujillo. En una esquina de la intersección de esta con el jirón Pizarro se encuentra el Palacio de Gobierno de la Ciudad.

- Jirón Independencia
- Jirón Mariscal Orbegoso
- Jirón San Martín
- Jirón Zepita
- Jirón Simón Bolívar
- Jirón Miguel Grau
- Jirón Agustín Gamarra
- Jirón Alfonso Ugarte
- Jirón Francisco Bolognesi
- Jirón Colón
- Jirón Miguel de  Estete
- Jirón Junín
- Pasaje Armas
- Pasaje San Agustín
- Pasaje Extremadura
- Pasaje Santa Rosa
- Pasaje Blanco
- Pasaje San Luis
- Pasaje C
- Pasaje D
- Pasaje E
- Pasaje Flor de Trujillo, el pasaje F, al igual que los pasajes C, D, E, está ubicado en la cuadra 5 del jirón Zepita.

- Paseo Peatonal Pizarro[6]

Está ubicado en la calle principal del centro histórico de Trujillo. El Jirón Pizarro en las cuadras 5, 6, 7 y 8 se convierte exclusivamente en un paseo peatonal y une la Plaza de Armas con la Plazuela El Recreo. A lo largo de sus cuatro cuadras existen numerosos monumentos históricos como el palacio Iturregui, la Casa de la Emancipación, etc. y negocios como supermercados, tiendas de souvenirs, cafés y bares, etc. En este jirón del centro histórico de Trujillo también se encuentran importantes bancos e Instituciones privadas y del estado en la región, como la oficina de la Defensoría del Pueblo en la cuadra 3 y la sucursal del Banco Central de Reserva en la cuadra 4, entre otras.

## Balcones y ventanales

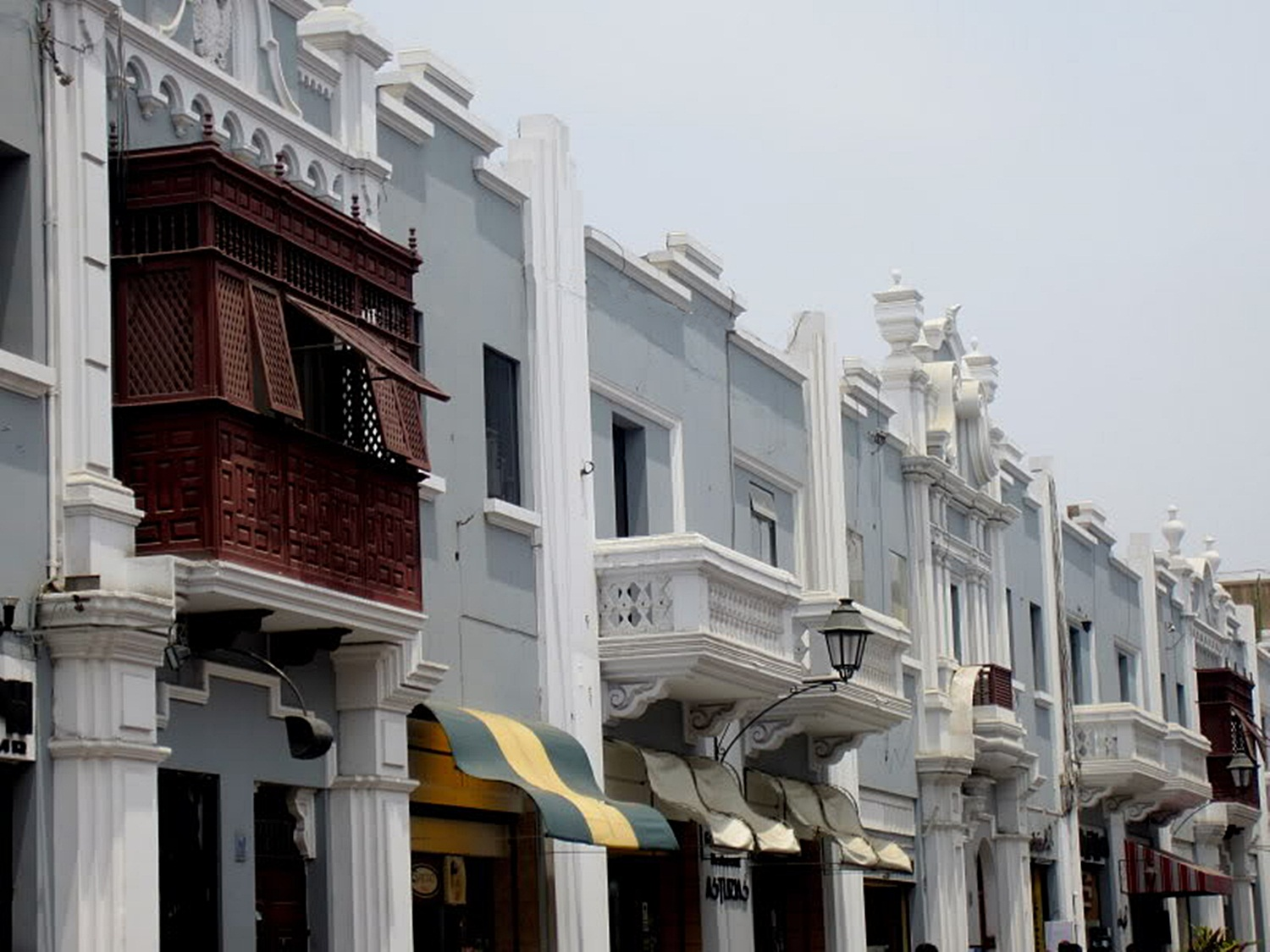
Típicos balcones del Centro Histórico de Trujillo

En el centro histórico de Trujillo son características de la arquitectura los típicos balcones y ventanales enrejados que lucen los edificios como las casonas virreinales, el palacio municipal, etc.

## Sitios históricos y monumentos
El centro histórico de la ciudad está poblado de diversos monumentos entre los que predominan las edificaciones producto de la arquitectura colonial y religiosa imperante durante la época virreinal, además de casonas que datan de la misma época y de los albores de la república entre cuyos distintivos están sus balcones y ventanales enrejados a manera de encaje. Entre los principales sitios históricos y monumentos podemos contar los siguientes:

## Plaza de armas
|  |  |

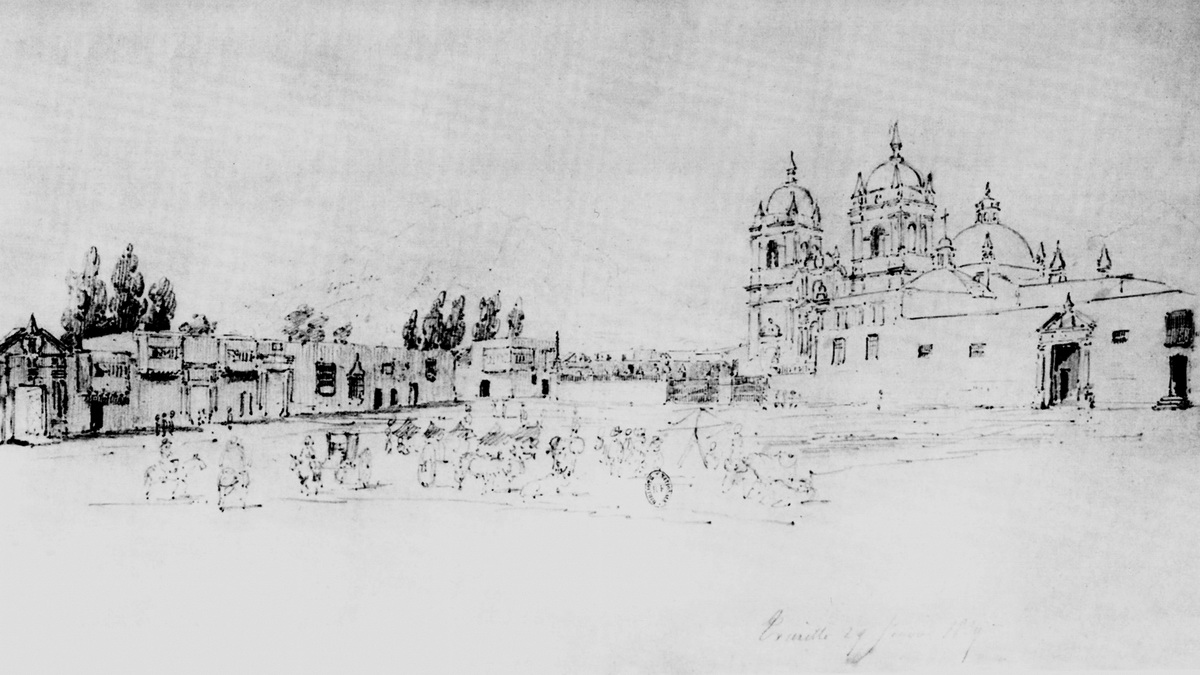
Plaza de armas de Trujillo en 1839, dibujo de "Léonce Angrand".

La Plaza de Armas de Trujillo o Plaza Mayor de Trujillo, es el lugar de fundación de la ciudad de Trujillo. Es el principal espacio público histórico de la ciudad. A su alrededor se encuentran los edificios del Palacio de Gobierno de la Ciudad, la Catedral de Trujillo, el arzobispado de Trujillo, armoniosas casonas virreinales y republicanas etc. La plaza de armas se encuentra circundada por el jirón Francisco Pizarro, el jirón Independencia, el jirón Orbegoso y el jirón Almagro. En la parte central se ubica el Monumento a la Libertad, que representa el proceso de independencia del país y "según los comentaristas representa lo más preciado del ser humano, el amor a la libertad, el recuerdo y el reconocimiento a los ilustres hombres que nos dieron la independencia”. La estatua fue una obra realizada en Alemania, los materiales usados son mármol y cobre, el escultor fue Edmund Möeller.

## El monumento a la Libertad
Está ubicado en el centro de la Plaza de Armas de Trujillo y es obra del escultor Edmund Möeller; consta de tres cuerpos: el primero está sobre una plataforma circular con pedestales, apoyados en un basamento de granito, soportando las esculturas que representan al arte, la ciencia, el comercio y la salud. El segundo consta de tres estatuas robustas. Una estatua de un hombre que bufa, el mismo que está agachado, simbolizando la opresión o esclavitud. Una segunda estatua que tiene los brazos hacia atrás, simbolizando la lucha emancipadora. La tercera estatua es un hombre que tiene los brazos levantados y las manos haciendo puño, simbolizando la liberación. También en este cuerpo se encuentran las placas siguientes: la primera rememorando la proclamación de la independencia de Trujillo, por don José Bernardo de Torre Tagle, el 29 de diciembre de 1820. La segunda placa conmemora la Batalla de Junín y la tercera placa conmemora la Batalla de Ayacucho.

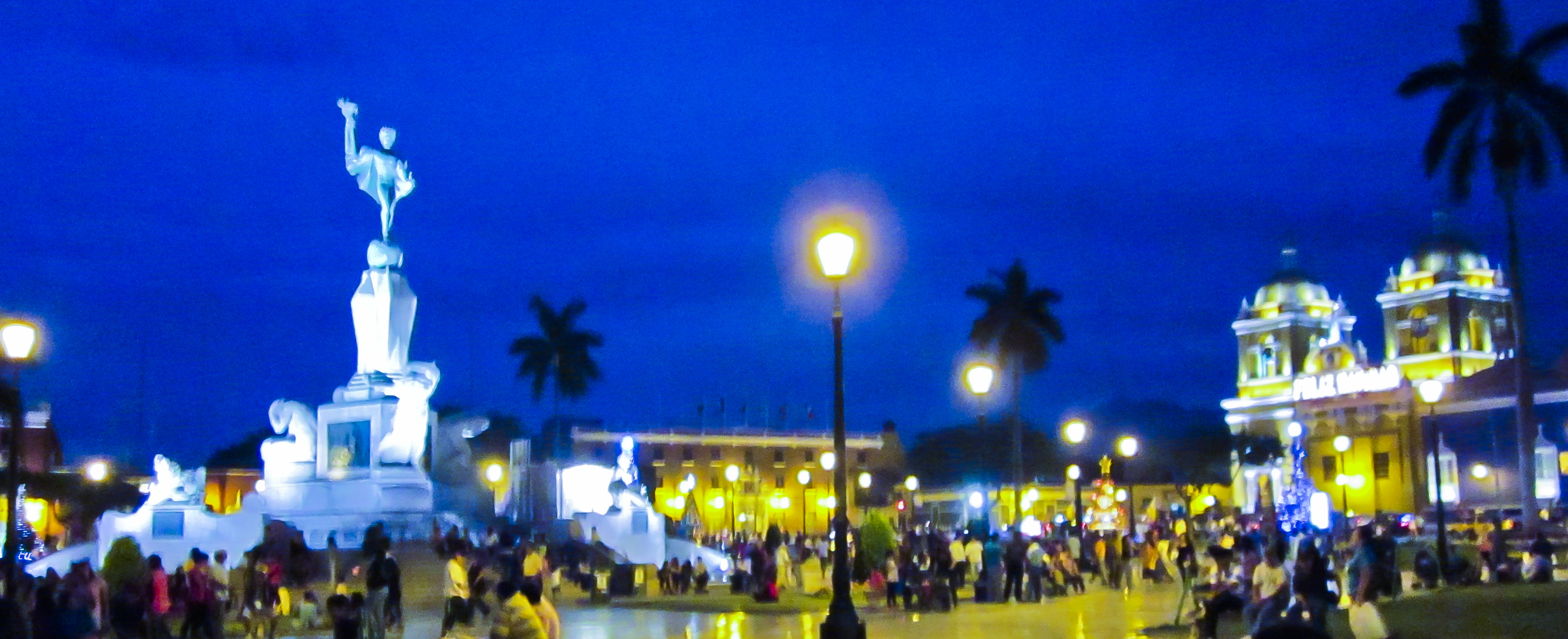
En la Plaza de Armas de Trujillo, el 29 de diciembre de 1820 el Marqués de Torre Tagle proclamó la Independencia de Trujillo, en honor a la ciudad el Monumento a la Libertad, escultura de Edmund Moeller

## Iglesias y monasterios

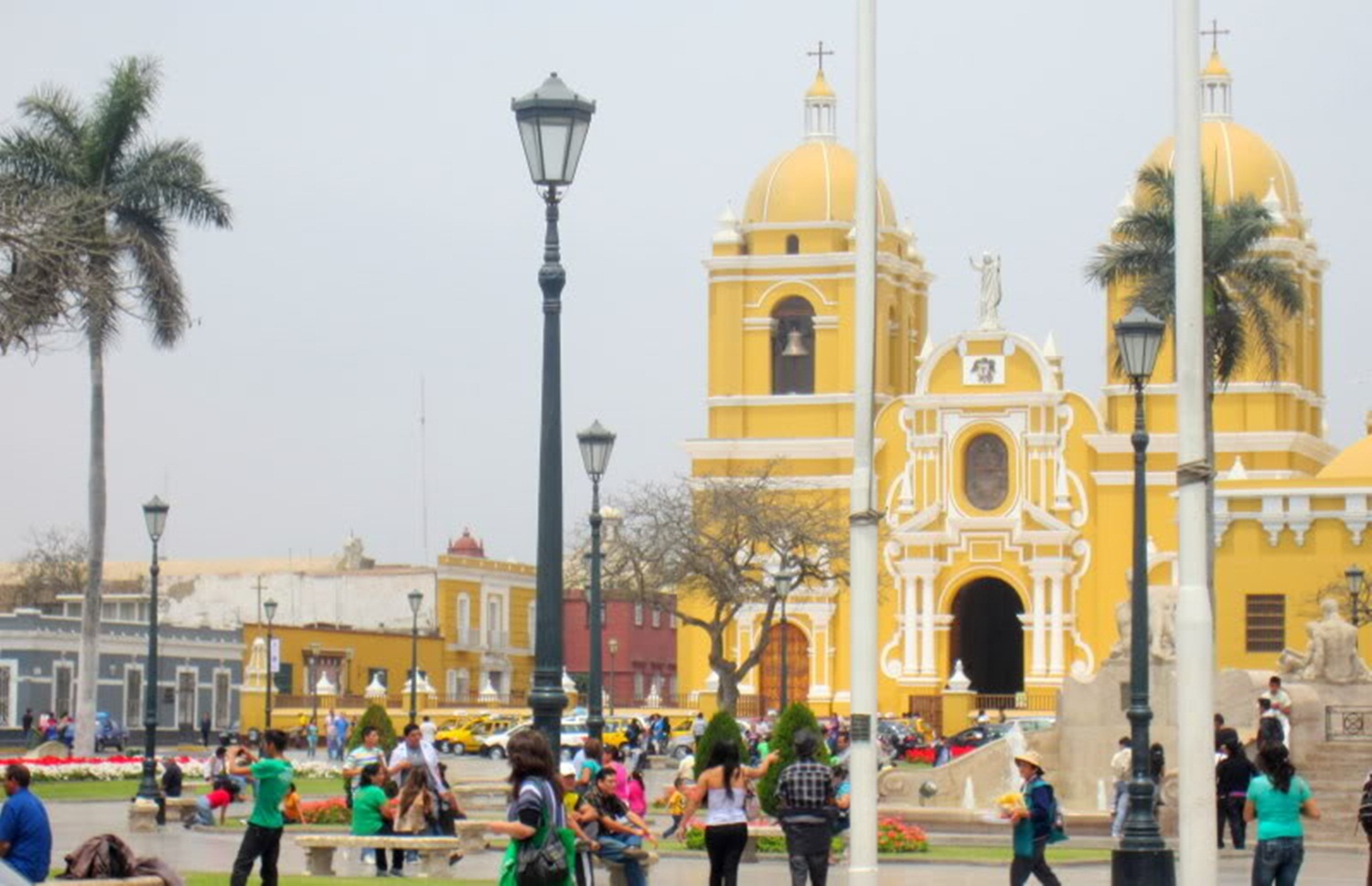
Vista panorámica de la Catedral de Trujillo.

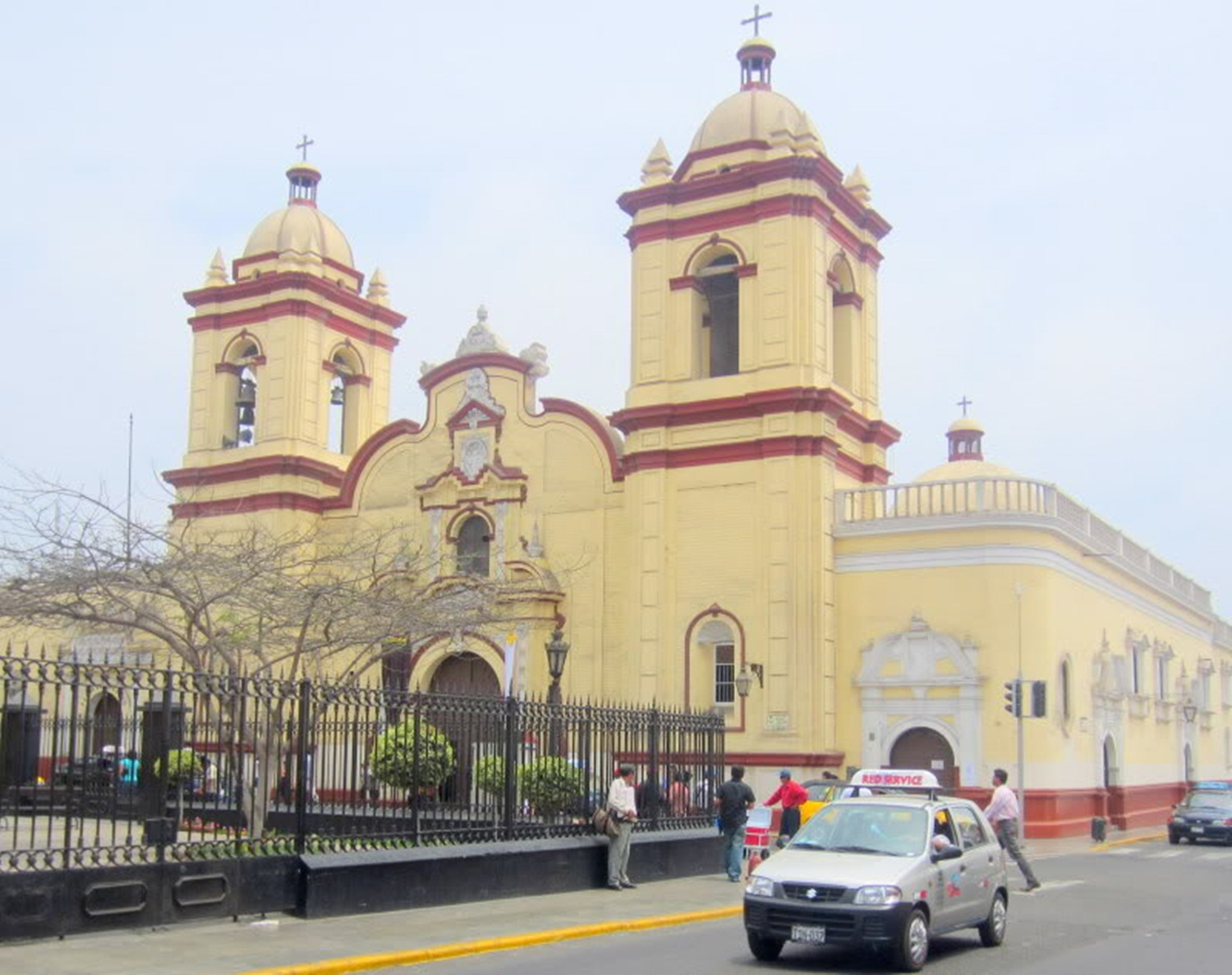
Iglesia San Agustín, ubicada en el jirón Bolívar frente a la Casa Orbegoso actualmente Museo Republicano.

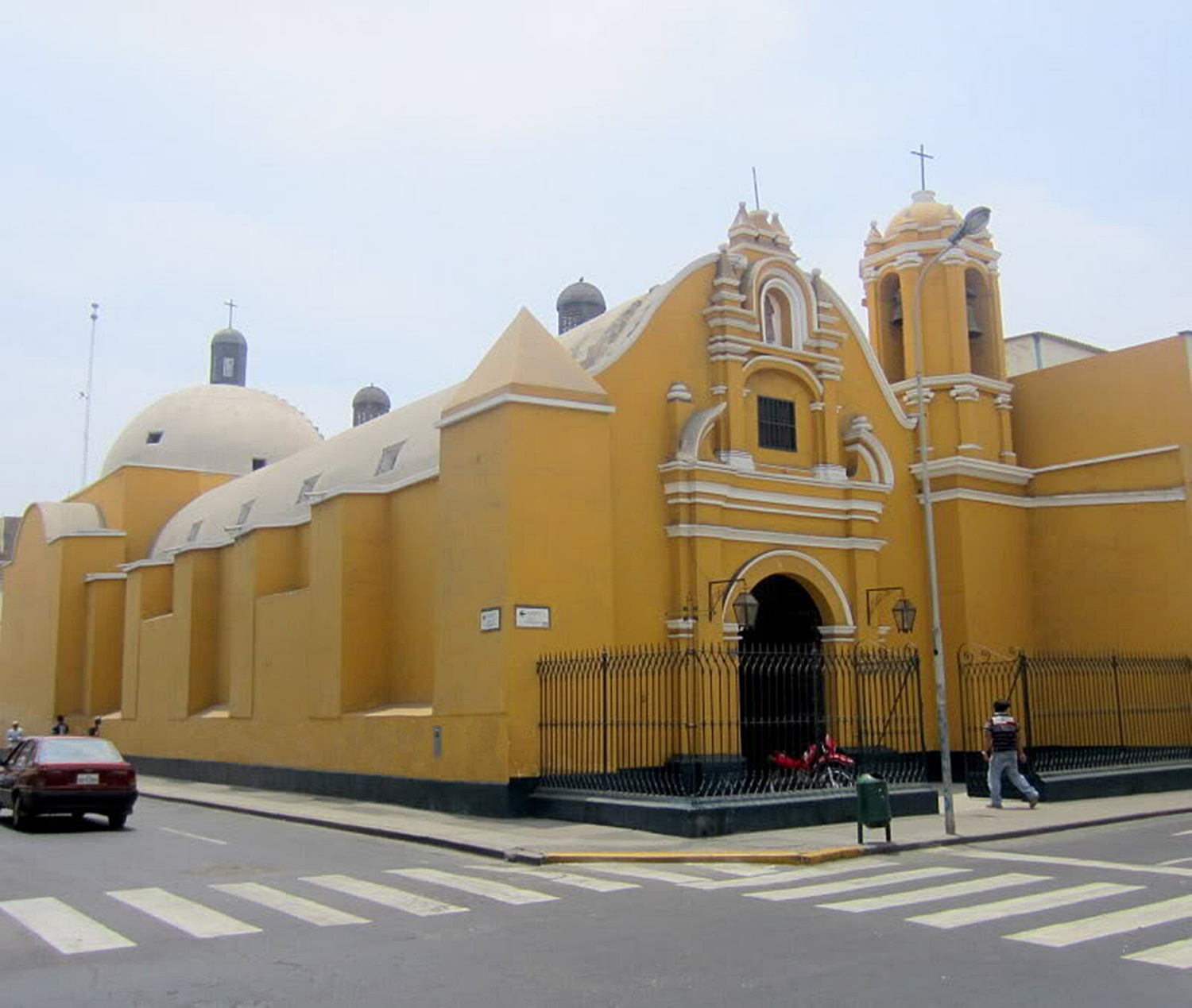
Iglesia San Lorenzo ubicada en una esquina de la intersección de los jirones Ayacucho y Colón.

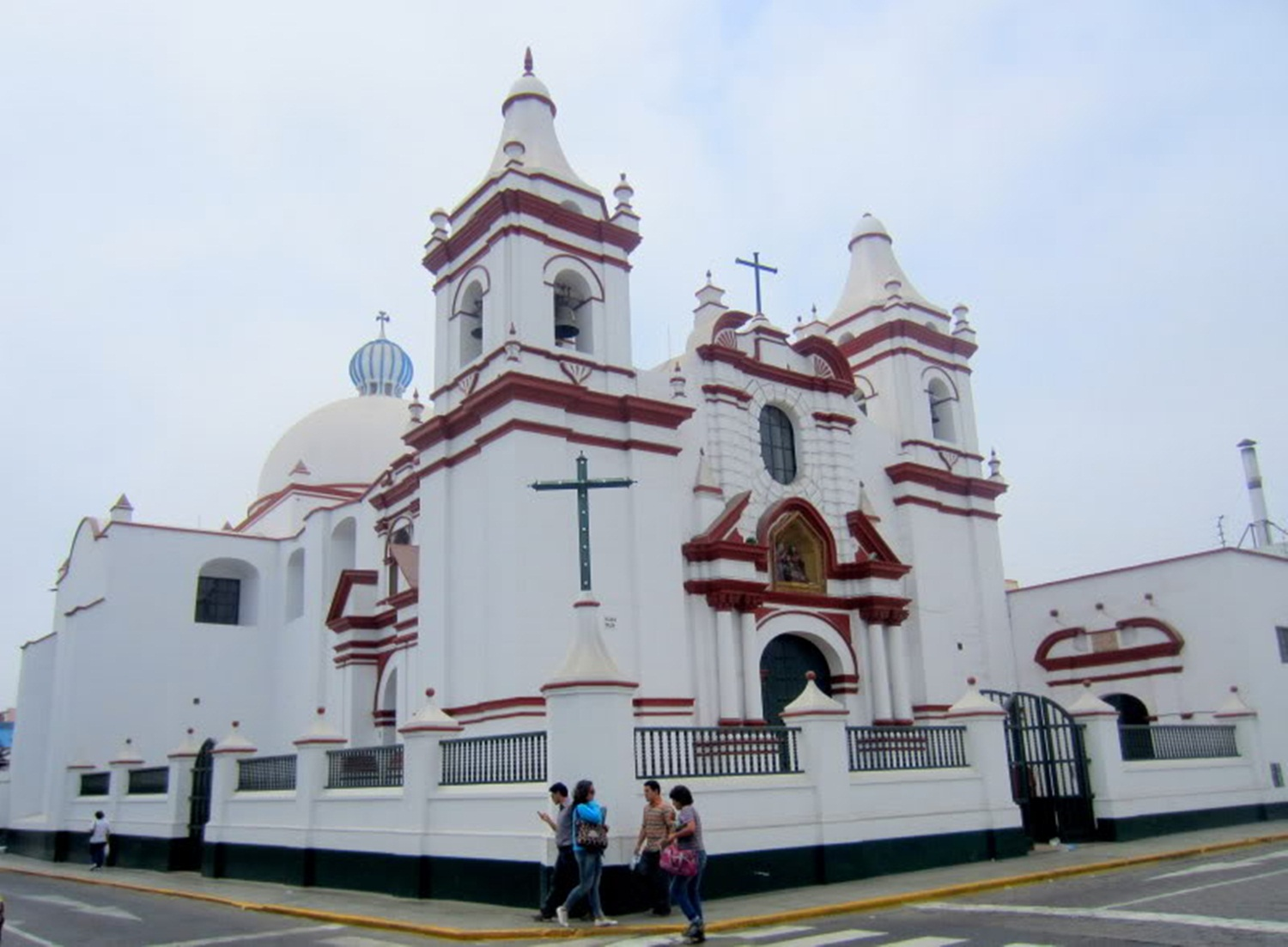
La Iglesia Belén, antiguamente se le conocía como la iglesia del "Sagrado Corazón".

El Centro Histórico de Trujillo alberga iglesias católicas construidas en la época virreinal.
- 1: La Catedral de Trujillo

Construida entre los años 1647 y 1666 sus altares son de estilo barroco y rococó; los lienzos que conserva pertenecen a la escuela cuzqueña de pintura y a la escuela Quiteña. La catedral cuenta con el Museo Catedralicio con obras sobre todo religiosas de la época virreinal en oro y plata. Se encuentra ubicada en la Plaza de Armas de Trujillo en la calle Orbegoso.
- 2: Iglesia y Monasterio El Carmen, este templo que destaca por la armonía de su arquitectura fue construido en el siglo XVIII. Son de interés sus diversos altares y el púlpito de madera. Posee cerca de 150 pinturas parte de ellas de la escuela quiteña de los siglos XVII y XVIII. Así mismo posee un lienzo llamado "la última cena" de Otto Van Veen que fue maestro del artista flamenco Pedro Pablo Rubens. Cabe resaltar la minuciosa labor de sus tallados cubiertos con "pan de oro". Se localiza en una esquina entre las calles Bolívar y Colón.

- 3: Iglesia La Merced, este templo data del siglo XVII, cuyo diseño y construcción es del ciudadano portugués Alonso de las Nieves, tiene una mezcla de estilos arquitectónicos en su fachada. Interesante es su órgano de estilo rococó. Está ubicada junto a la sede de la Corte Superior de Justicia de La Libertad en la cuadra 5 del Paseo Pizarro.

| |
| Iglesia La Merced, ubicada junto a la sede de la Corte Superior de Justicia de La Libertad en el Paseo Pizarro. |

- 4: Iglesia San Agustín, este templo fue construido entre los siglos XVI y XVII con un altar mayor de estilo barroco. Destacan especialmente los murales representando a los apóstoles y el púlpito colonial de madera tallada y dorada. Se ubica en la cuadra 5 del jirón Bolívar frente a la Casa Orbegoso.

- 5: Iglesia San Francisco, en el templo son interesantes las naves laterales así como las pinturas de algunos personajes de las sagradas escrituras y de santos. Su altar mayor está adornado con retablos multicolores y su púlpito data del siglo XVII. En su convento se encuentra el local tradicional del Colegio Nacional San Juan donde fue profesor el poeta César Vallejo. Se ubica en una esquina entre las calles Independencia y Gamarra.

- 6: Iglesia San Lorenzo, construida en el siglo XVIII posee en su interior un retablo mayor de estilo rococó ricamente decorado con pan de oro, con las técnicas de dorado y broquelado; asimismo posee un Cristo yacente de invalorable factura. La iglesia es de estilo churrigueresco, caracterizado por sus columnas salomónicas y su decoración recargada. Se ubica en una esquina de los jirones Ayacucho y Colón.

- 7: Iglesia Belén, construida entre los años 1710 y 1720 cobija en su interior una maravillosa pieza escultórica de piedra de la Sagrada Familia. Se encuentra en una esquina en la intersección de los jirones Almagro y Ayacucho. Antiguamente se le conocía como la iglesia del "Sagrado Corazón".

- 8: Iglesia Santa Rosa, construida entre 1715 y 1717 se ubica en una esquina de los jirones San Martín y Estete. Es el testimonio de agradecimiento a la divina providencia de don Francisco Risco. En ella se puede observar los frisos del decorado antiguo y en sus nuevos interiores la majestuosidad del arte colonial.

- 9: Iglesia y Monasterio Santa Clara, esta iglesia exhibe una arquitectura exterior de principios del siglo XIX. En su interior conserva tres retablos y púlpitos de magnífica factura, así como cuatro relieves policromados que decoran las pechinas y lienzos. Se encuentra ubicada en la intersección de los jirones Independencia y Junín.

- 10: Iglesia Santa Ana, esta iglesia alberga pinturas de estilo barroco y piezas escultóricas muy valiosas, la arquitectura de esta iglesia mantiene una semejanza con los templos de Mansiche y Huamán. Esta iglesia se ubica en una esquina formada por los jirones Orbegoso y Zepita.

- 11: Iglesia de Santo Domingo  construida entre 1638 y 1642 destacan sus torres gemelas, sobre una amplia volumetría en su diseño un tanto apaisado. Con notables retablos del altar mayor y de la Virgen del Rosario, así como con una cripta mayor decorada con vistosos murales. Está ubicada en una esquina entre los jirones Pizarro y Bolognesi.

- 12:  Templo de la Compañía de Jesús, esta iglesia fue construida entre 1632 y 1633 y tiene un interesante armónico juego arquitectónico de arcos, bóvedas y cúpulas, obra del maestro jesuita Diego de la Puente. Se encuentra en la Plaza de Armas de Trujillo en una esquina formada por los jirones Independencia y Almagro.

## Casas coloniales y republicanas

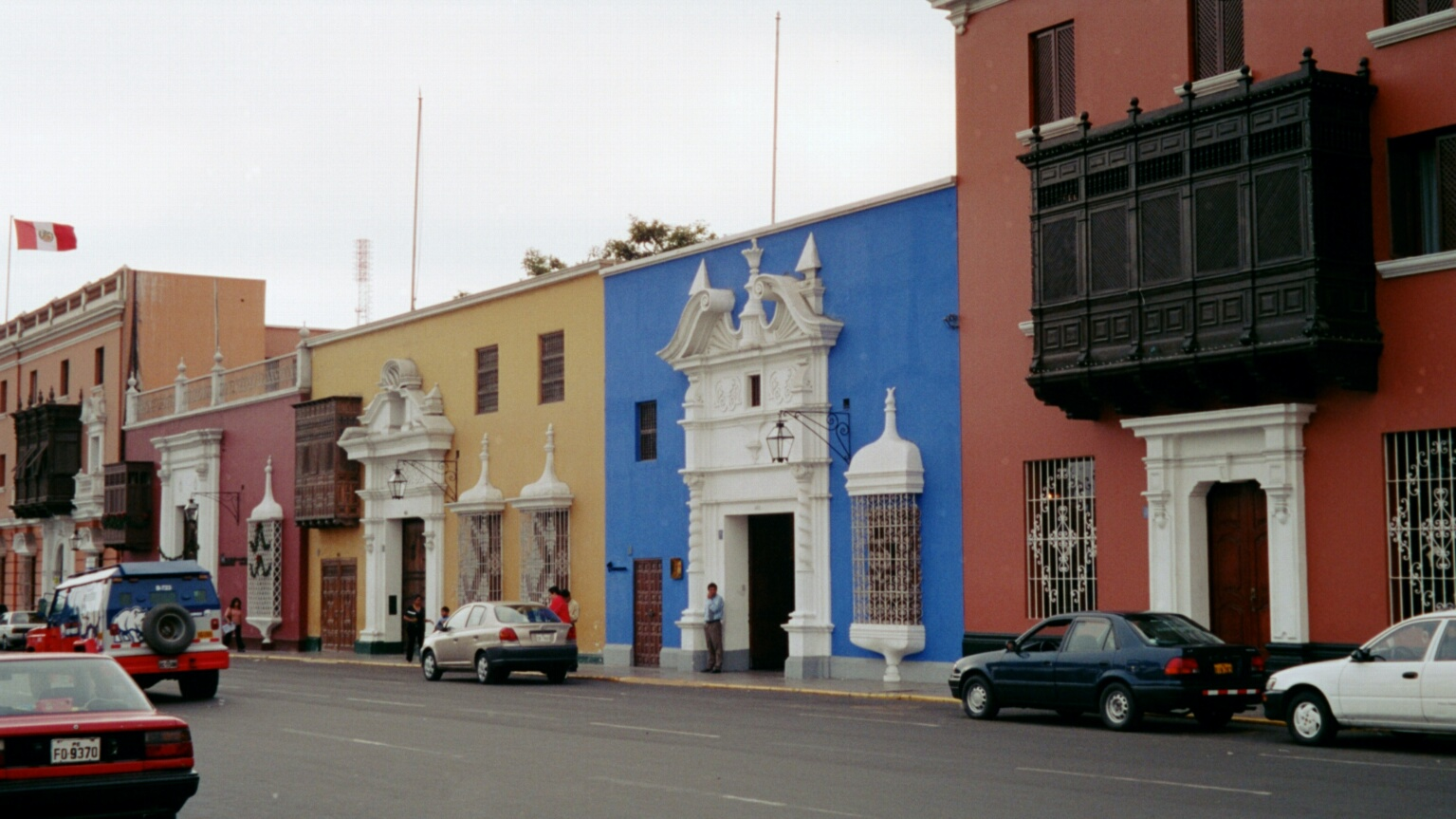
Arquitectura del y en la Plaza Mayor de Trujillo.

- Casona Tinoco o Casa del Mayorazgo de Facalá, edificada en el siglo XVI por los propietarios de la primera azucarera de Facalá. Allí se diseñó la primera bandera de la independencia en 1820, está ubicada en una esquina formada por el jirón Pizarro y la Calle Bolognesi. Su puerta principal se ubica en el Jr. Pizarro 314. Este monumento histórico muestra los más bellos balcones en ambos frentes.

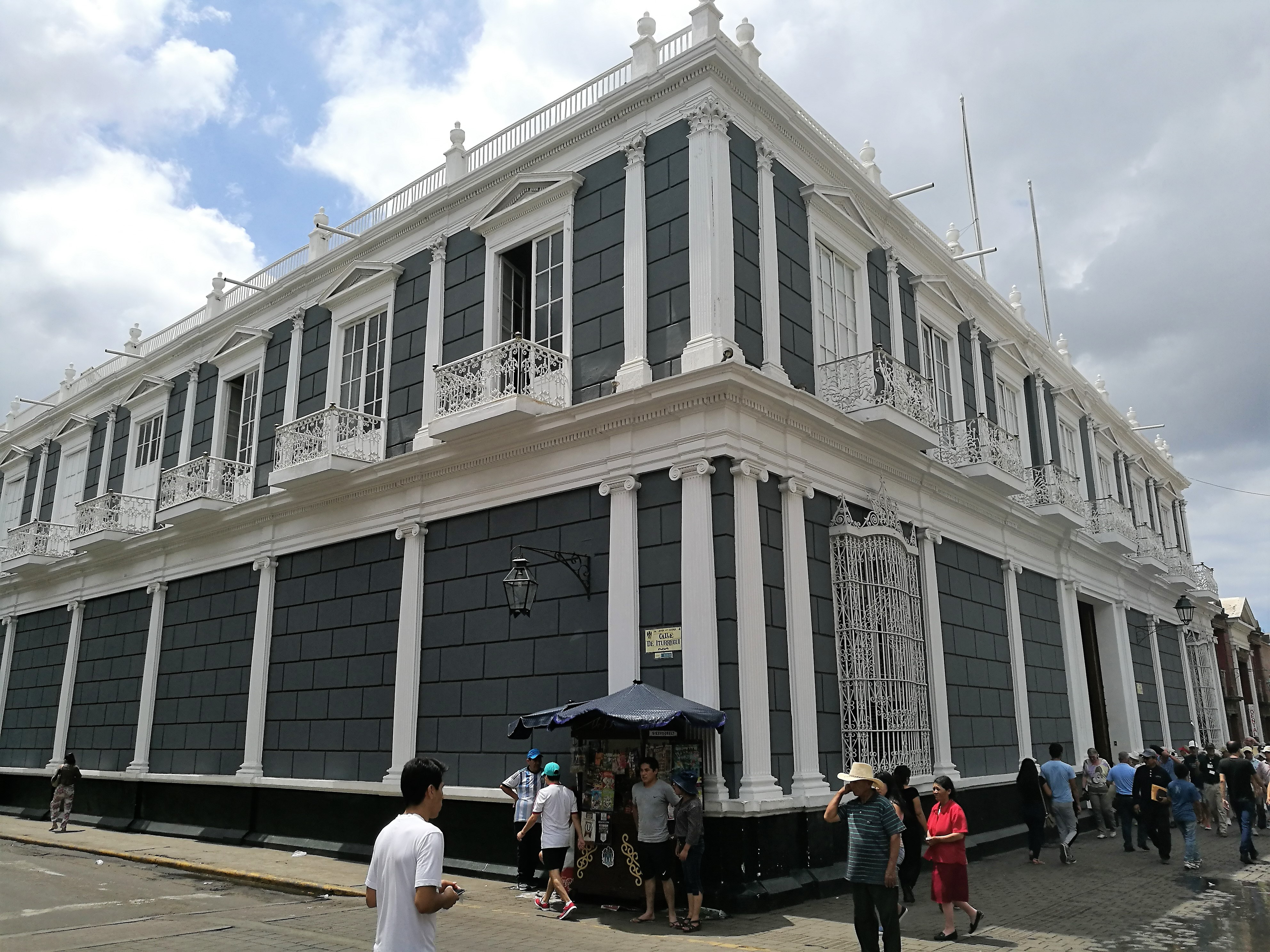
En primer plano a la derecha una de las mansiones más lujosas de América Latina, el Palacio Itúrregui.

- Palacio Itúrregui, una de las mansiones más lolujosas de América Latina, mantiene detalles en pan de oro, espejos y mobiliario de la época, el coronel Iurregui lo mandó construir con el mayor de los lujos para su esposa e hijo. Hoy en día es sede del Club Central de Trujillo en la cuadra 6 del Paseo Pizarro.

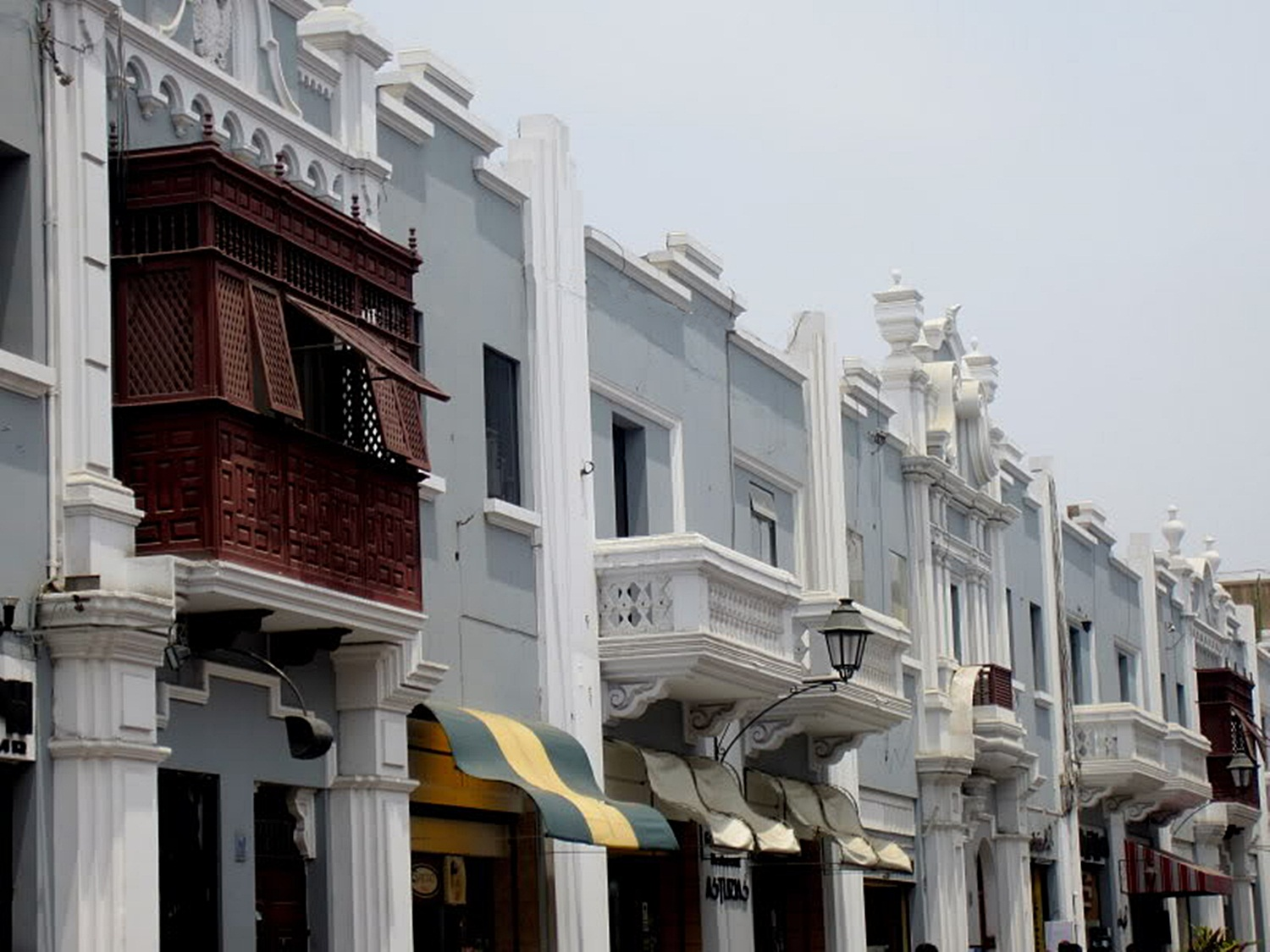
Existen numerosas casas coloniales y republicanas en una de las vías de más alto tránsito en el Centro Histórico de Trujillo: el Paseo Pizarro.

- Casa Baanante, Con influencia árabe muy marcada, la casa es una obra exquisita de la época republicana, ubicada en la cuadra 4 del Jirón Ayacucho en pleno centro histórico; mantiene decorados árabes en sus paredes la casona posee dos patios uno más grande que el otro.

- Casa Calonge o Urquiaga , edificada con un estilo neoclásico, entre los siglos XVIII y XIX, aquí se alojó Simón Bolívar. Se puede apreciar el escritorio usado por Bolívar, ornamentos de oro de la cultura Chimú, así como su mobiliario de la época. Está ubicada en la cuadra 4 del Jirón Pizarro en la Plaza de Armas de Trujillo, es la sede en la ciudad del Banco Central de Reserva.

- Casa de la Emancipación

La Casa de la Emancipación, es considerada como santuario cívico de esta ciudad, desde aquí el intendente de Trujillo, el Marqués de Torre Tagle, encabezando un movimiento independentista en el año 1820 proclamó la independencia de Perú. La Casa de la Emancipación sirvió como sede del primer congreso constituyente y casa de gobierno del presidente José de la Riva Agüero. El monumento histórico conserva una serie de acuarelas del siglo XVIII y está ubicada en una de las esquina que forman las calles Pizarro y Gamarra. Es un activo centro de actividades culturales que van desde exposiciones plásticas, representaciones teatrales, hasta recitales y conciertos.
- Casa Ganoza Chopitea, por su arquitectura, es una de las casonas más representativas de Trujillo. Es conocida por la casa de la portada de los leones ya que su portada barroca está coronada por un frontón de estilo rococó y dos leones. Se encuentra ubicada en la cuadra 6 del jirón Independencia.

- Casa del Mariscal de Orbegoso o Casa Orbegoso, esta construcción fue realizada entre los siglos XVIII y XIX de estilo virreinal. La vivienda perteneció al presidente Luis José de Orbegoso y Moncada, prócer de la independencia peruana. La casa conserva numerosos objetos personales del mariscal, tales como pinturas, muebles, espejos y platería. Aquí se organizan exposiciones relacionadas con el arte. Se encuentra en la cuadra 5 del jirón Orbegoso.

- Casa César Vallejo, en esta casa se alojó el famoso y valorado poeta universal César Vallejo, presenta un notable y amplio balcón de madera a lo largo de casi toda su portada. Se encuentra ubicada en una esquina de las calles Orbegoso y San Martín ya hacia la cuadra 5 de esta última.

- La Casa Risco, se encuentra ubicada en una esquina de las calles Ayacucho y Junín, esta casona ha ido discurriendo a lo largo de una serie de propietarios en el tiempo hasta la familia Risco, quien la vendió al Banco de la Vivienda, entidad que restauró el tradicional inmueble. Desde el año 1995 fue traspasada a la Universidad de Trujillo para ser sede del Museo de Arqueología de la ciudad.

- Casa Bracamonte o Lizarzaburu, esta casa presenta una sencilla portada neoclásica; presenta en la parte derecha una gran ventana de reja con sombrero que le da un clásico aspecto trujillano a la casa; hacia la izquierda presenta una ventana y balcón de cajón con celosías. En su interior el primer patio muestra un suelo de losas de piedra y está rodeado por una galería elevada, sobre la que se abren las puertas y ventanas de las habitaciones. Se encuentra ubicada en la cuadra 4 del jirón Independencia frente a la Plaza de Armas.

- Teatro Municipal de Trujillo, inaugurado a fines del siglo XIX, el teatro es uno de los más importantes recintos de exposición cultural de la ciudad, posee tres niveles y palcos privados para celebridades y autoridades invitadas, tiene una capacidad para más de 200 personas.[9] Suele ser escenario de numerosas presentaciones artísticas como el Festival Nacional de Ballet.[10] Está ubicado en la cuadra 7 del jirón Bolívar.

## Museos y salas de exposición
- Museo del Juguete[11]

Ubicado a pocas cuadras de la Plaza de Armas es junto a su café bar uno de los lugares más espléndidos de la ciudad y único en el país, propiedad del reconocido pintor Gerardo Chávez, aquí se puede encontrar juguetes que datan desde mediados del siglo XX. Se ubica en la cuadra 7 del jirón Independencia en una esquina de la intersección con el jirón Junín.
- Museo Casa de la Emancipación

Ubicado en una esquina del Jirón Gamarra con el Jirón Pizarro, es un centro cultural tradicional y por excelencia en Trujillo, aquí se presentan exposiciones de arte y se realizan ceremonias especiales en su patio central. Alojado en una casona bien restaurada y que fuera escenario de la gestación de la Independencia de Trujillo por Torre Tagle en 1820, ahora perteneciente al Banco Continental, es paso obligado para todos aquellos turistas que buscan cultura en Trujillo.
- Museo del Colegio de Arquitectos de La Libertad

Otro de los lugares que aportan con mucha cultura es el colegio de Arquitectos de La Libertad, ubicado en pleno centro histórico, las salas de la sede del colegio exponen obras artísticas de diferentes autores, cada cierto tiempo se cambia la exposición por otra nueva.
- Museo de Zoología

Administrado por la Universidad Nacional de Trujillo, el museo de zoología es uno de los más antiguos de la ciudad, en él se muestra una interesante exhibición taxidérmica de la variada fauna de la costa, sierra y selva de Perú, anualmente el museo es uno de los más visitados en Trujillo, los tickets de entrada varían para escolares, universitarios y turistas. Se localiza en la cuadra 3 del jirón San Martín.
- Museo de Arqueología, Antropología e Historia

Administrado por la Universidad Nacional de Trujillo, el museo tiene por principal objetivo mostrar a través de siete salas el desarrollo del proceso histórico en la costa norte y particularmente en los valles costeños de la Región La Libertad, desde la llegada de los primeros habitantes, hace unos 12000 años, hasta el arribo de los conquistadores europeos en 1532. Se ha puesto especial énfasis en establecer una relación armónica entre la museografía y la arquitectura preexistente de la casa, lo que se traduce en el diseño y distribución de los módulos de exposición, sistemas de iluminación, entre otros aspectos. Desde el año 1939 el museo viene aportando al público en general la mejor muestra de nuestra historia local y nacional, actualmente tiene su sede de la casona Risco, en el jirón Junín 682.

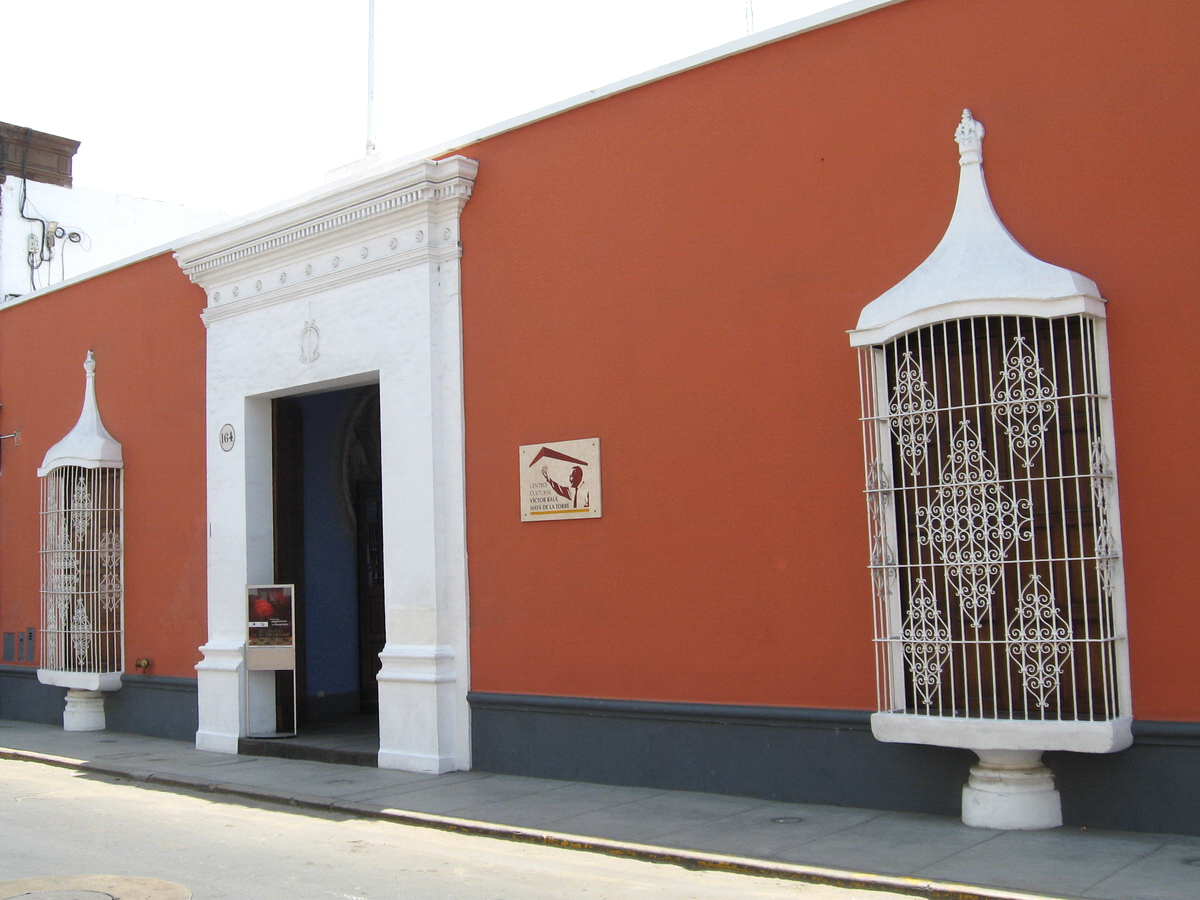
Centro cultural Víctor Raúl Haya de la Torre, en la casa donde vivió el líder político trujillano más influyente del y creador de una filosofía a nivel continental.

- Centro Cultural Víctor Raúl Haya de la Torre[12]

Inaugurado el 12 de julio de 2010, en él puede encontrarse cinco (05) salas dedicadas al peruano más influyente del siglo XX y al único filósofo político sudamericano creador de una ideología de nivel continental. En estas primeras cinco salas se repasa también la vida cultural de la ciudad de Trujillo centrándose en las principales figuras del “Grupo Norte” como fueron César Vallejo, Antenor Orrego, Ciro Alegría, Macedonio de la Torre, entre otros; así como de sus herederos, el “Grupo Trilce”, entre los que destacan Julio Garrido Malaver, Eduardo González Viaña y Cristóbal Campana quien fuera en su momento encargado de la unidad ejecutora n.º 11 responsable de la conservación de la ciudadela de Chan-Chan. También puede visitarse otras cinco salas con muestras itinerantes dedicadas a las artes, actualmente (08.12.2010) se encuentra en exhibición una sala dedicada al prestigioso pintor Gerardo Chávez.
- Museo Catedralicio

Administrado por el Arzobispado metropolitano de Trujillo, el museo muestra toda la historia religiosa de la ciudad desde la colonia hasta la actualidad.
- Museo del BCR

Administrado por el Banco Central de Reserva de Perú, ubicado en la casona Urquiaga, exhibe una colección única de monedas desde los inicios de Perú hasta la actualidad, asimismo mantiene mobiliario y menaje propio de la época colonial y republicana ya que desde esta casona Simón Bolívar dirigió el gobierno del país.

## Galerías y centros comerciales
- Plaza Vea
- El Mercado Central
- El Virrey
- Centro Comercial Primavera
- Centro Comercial Plaza Mall
- Centro Comercial Zona Franca
- El Palacio de Hierro
- Apiat
- Metro

## Sitios de interés
- La Plazuela El Recreo
- El Teatro Municipal de Trujillo
- Plazuela Iquitos

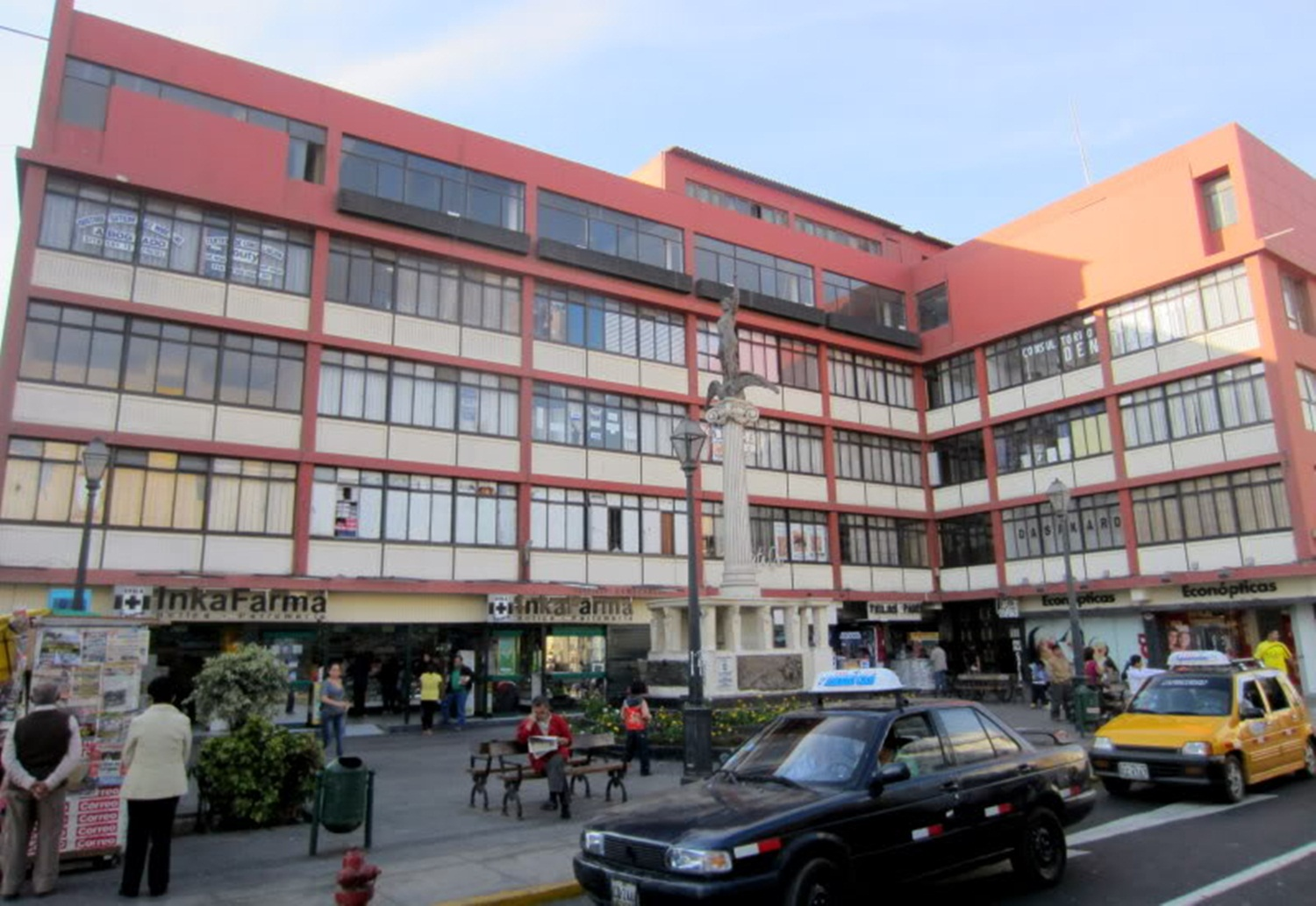
La tradicional Plazuela Iquitos, en una esquina de la intersección de las calles Gamarra y Bolívar.

- Plazuela San Agustín ubicada en la cuadra 5 del jirón Bolívar frente a la iglesia San Agustín.
- Plazuela Bolívar
- Plazuela La Merced, ubicada junto a la iglesia La Merced y a la sede de la Corte Superior de Justicia de la Libertad en el Paseo Pizarro, suele ser escenario de presentaciones artísticas.
- Paseo de las Letras
- Parque de la Muralla
- El Baluarte Herrera y la Ex portada de Miraflores, partes de la antigua muralla de la ciudad; corresponde al área del antiguo Baluarte de Herrera, restaurado, la Ex-Portada de Miraflores, el Jirón y la parte antigua (siglo XIX) del cementerio de Miraflores. Comprende además las calles colindantes al Baluarte (Minería, Gremios y Comercio).
- El Palacio Municipal
- El Atrio de la Iglesia San Francisco
- El Atrio de la Iglesia Santo Domingo
- Hospital Belén de Trujillo, fundado el 11 de mayo de 1551 y es el segundo hospital más antiguo del país.[13] Inicialmente tuvo el nombre de Hospital Santiago y estaba ubicado junto a la Iglesia de Santa Ana, en terrenos donados por Don Juan de Sandoval, esposo de la dama Doña Florencia de Mora. Actualmente su entrada principal se ubica en la cuadra 3 del jirón Bolívar y ocupa un espacio en la manzana compuesta por las calles Bolívar, Bolognesi, Ayacucho Y Almagro.
- La Alameda de Mansiche
- Plaza de Toros de Trujillo-ha sido convertida en centro comercial
- Ex estación del ferrocarril
- Ex Portada de la Sierra, parte de la antigua muralla de la ciudad, comprende las cuadras 1.ª y 2.ª del Jr. Unión, desde la Av. España; corresponde a las primeras expansiones de la ciudad amurallada. Esta zona conserva algunos inmuebles de valor monumental.
- Teatro San Juan, ubicado en la cuadra 6 de la calle Independencia, es escenario de numerosas representaciones artísticas.

## Instituciones
Algunas de las instituciones más importantes ubicadas en el centro histórico de Trujillo son:
- Municipalidad de Trujillo025463.653.65
- Cámara de Comercio de La Libertad, fue fundada el 13 de julio de 1902 con el nombre de Cámara de Comercio y Agricultura de Trujillo por iniciativa de una junta de comerciantes de la ciudad. Se ubica en el jirón Junín N.º454.
- Sede de la Universidad Nacional de Trujillo
- Colegio Seminario San Carlos y San Marcelo
- Glorioso Colegio Nacional Emblemático San Juan
- Sistematico Colegio Nacional Emblemático Santa Rosa
- Club Libertad de Trujillo
- Club Central
- La Casa del Pueblo, ubicada en el Paseo Pizarro es la sede en la ciudad del Partido Aprista Peruano fundado por Víctor Raúl Haya de la Torre.
- Instituto Nacional de Cultura de la Región La Libertad, es responsable de ejecutar las políticas que garanticen la protección y desarrollo de los recursos culturales de la Región La Libertad. Actualmente administra entre otros recursos, la Orquesta Sinfónica de Trujillo, el Ballet Regional y el Complejo Arqueológico de Chan Chan.

- Arzobispado Metropolitano de Trujillo, a través de la Bula “Illius fulciti praesidio”, del 15 de junio de 1577, el papa Gregorio XII creó la Diócesis de Trujillo a solicitud del rey Felipe II, en cuya ciudad tendría asiento la nueva silla episcopal y se elevaba a la categoría de catedral la iglesia principal de Nuestra Señora de la Asunción, que era la matriz o parroquial. Su jurisdicción comprendía desde Santa en Ancash hasta Ayabaca en Piura. Fue nombrado como primer obispo de Trujillo Fray Alonso Guzmán y Talavera de la Orden de San Jerónimo. Posteriormente la diócesis de Trujillo fue elevada a la categoría de Arquidiócesis por el papa Pío XII, con la constitución apostólica “Inter Praecipuas” del 23 de mayo de 1943, siendo su primer arzobispo monseñor Juan Gualberto Guevara, quien y más tarde fue preconizado primer cardenal del país. Actualmente la jurisdicción de la arquidiócesis de Trujillo abarca las provincias de Pacasmayo, Otuzco, Santiago de Chuco, Julcán, Ascope, Virú, Gran Chimú, Chepén y Trujillo, en la Región La Libertad.

- Conservatorio Regional de Música Carlos Valderrama, ubicado en la cuadra 5 de la calle independencia, muy cerca de la catedral de Trujillo.

## Lugares de entretenimiento
Algunos de los lugares de entretenimiento para el visitante en el centro histórico de Trujillo son:
- Casino Excálibur, en la cuadra 6 del Paseo Pizarro.
- El Estribo, peña turística ubicada en la cuadra 8 del jirón San Martín.
- Karaoke y casino Solid Gold en la cuadra 5 del jirón Orbegoso.
- Casino Moulin Rouge, ubicado en la cuadra 5 del jirón Orbegoso.
- Casino Royal en la plaza de armas de la ciudad.
- Estadio Mansiche
- La plaza de toros de Trujillo

### Multimedia
- Wikimedia Commons alberga una galería multimedia sobre Trujillo.
- Galería fotográfica del Centro Histórico de Trujillo por Panoramio, incluye información geográfica de varios autores.
- Imágenes Coloniales del Centro Histótico de Trujillo

- Datos: Q5773459